# Georg Liegel

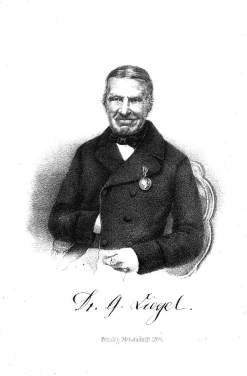
Georg Liegel

Georg Liegel (* 1776 oder 18. Dezember 1777 auch 3. Mai 1779 in der Schäferei bei Waldmünchen; † 5. September 1861 in Braunau am Inn) war ein Pomologe und Pharmazeut.

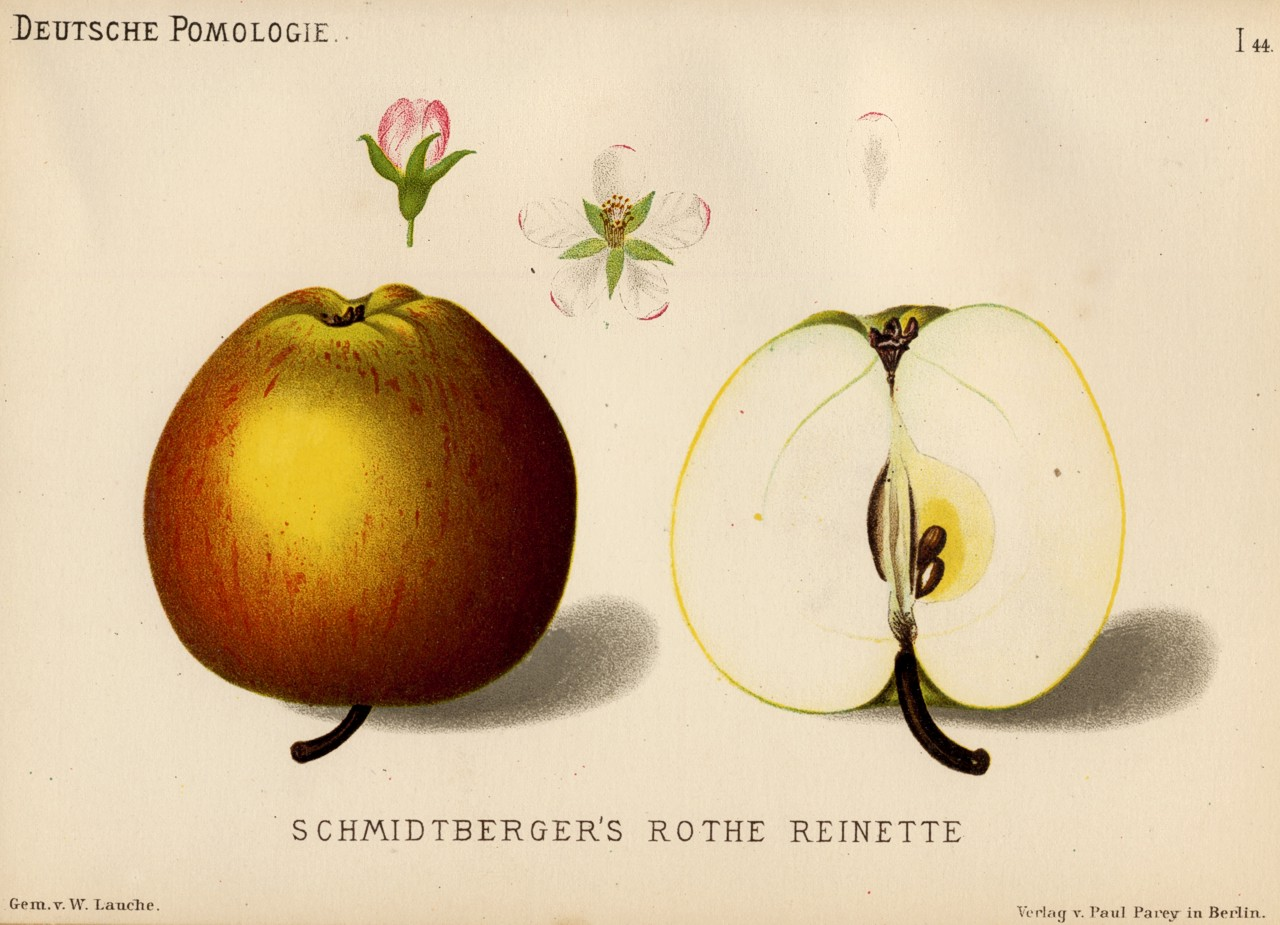
Die von Liegel gefundene und benannte Apfelsorte Schmidberger Renette

## Leben
Liegel studierte in München Pharmazie. Nach dem Abschluss des Studiums erwarb er im Jahr 1803 eine Apotheke in Braunau. 1809 wurde er zum Bürgermeister ernannt.
Daneben beschäftigte sich Liegel intensiv mit dem Obstbau. Er sammelte Obstsorten und besaß eine der größten Sammlungen seiner Zeit. Im Jahr 1851 bot er in einem Verzeichnis 1120 verschiedene Obstsorten an, von denen er Edelreiser innerhalb von Europa und sogar bis Amerika versandte. Liegel spezialisierte sich dabei vor allem auf Steinobst und kultivierte in seiner Sammlung auch viele regionale Pflaumensorten.
Liegel fand eine bis dahin nicht beschriebene Apfelsorte in der Gegend um Braunau und benannte sie nach dem Pomologen Pater Josef Schmidberger (1773–1844) als Schmidberger Renette.
Georg Liegel ist Autor von zahlreichen Veröffentlichungen mit pomologischem Inhalt.

## Publikationen
- Anweisung mit welchen Sorten verschiedene Obstbaum-Anlagen besetzt werden sollen. Salzburg 1822
- Systematische Anleitung zur Kenntniß der vorzüglichsten Sorten des Kern-, Stein-, Schalen- und Beerenobstes. Friedrich Pustet, Passau 1825
- Die pomologische Kunstsprache systematisch bearbeitet. Oder Lehre der Charakteristik der Obstfrüchte und der obsttragenden Gewächse. Friedrich Pustet, Passau 1826
- Lehrbuch der Pomologie mit neuen Kirschen-Charakteren. 2. Auflage. Friedrich Pustet, Regensburg 1830
- Anweisung mit welchen Sorten verschiedene Obstbaum-Anlagen besetzt werden sollen. 2. Auflage. Franz Xaver Duyle, Salzburg 1842
- Uebersicht der Pflaumen. Nach dem jetzigen Standpunkte. Pustet, Passau 1847
- Beschreibung neuer Obstsorten. Georg Joseph Manz, Regensburg 1851
- Vollständige Uebersicht aller von dem Verfasser kultivirten und in verschiedenen Werken beschriebenen Pflaumen mit ihren Charakteren. Georg Joseph Manz, Regensburg 1861